# کاتن وود (کالیفرنیا)
کاتن وود (به انگلیسی: Cottonwood) یک منطقهٔ مسکونی در ایالات متحده آمریکا است که در شهرستان شاستا، کالیفرنیا واقع شده‌است. کاتن وود ۵٫۹۹۳ کیلومتر مربع مساحت و ۳٬۳۱۶ نفر جمعیت دارد و ۱۳۲ متر بالاتر از سطح دریا واقع شده‌است.